# Искуство блиске смрти
Искуство блиске смрти (ИБС) (енгл. Near-death experience NDE) је термин који се односи на широк спектар личних искустава у вези са непосредном смрћу, доживљаја многих невероватних осећања, попут напуштања тела или стања екстремног страха, комплетне умртвљености, топлоте, осећај умирања, појаве јаког белог света, и сл.
Ови феномени, обично се јављају непосредно након констатације клиничке смрти или оно се особа на неки други начин приближи „стању смрти“. Са најновијим достигнућима у области реанимације, број таквих искустава је значајно повећан. Многи научници сматрају да се ради о халуциногеним искуствима, док парапсихолози и неки конвенционални научници стоје иза става да је то доказ постојања живота после смрти.
Иако је ИБС углавном у области проучавања парапсихологије, проучавају га и психологија, психијатрија и клиничка медицина.

## Карактеристике
Заједничке карактеристике већине искуства блиске смрти су:
- Телепатско примање порука.
- Осећај / свест да си мртав.
- Осећај мира, удобности и благостања.
- Осећај напуштања тела. Праћење тела у простору. Понекад чак и посматрање медицинских сестара и лекара који покушавају да врате особу у живот.
- Осећај пролаза у „други свет“, описану као стање усисавања од стране изузетно тамне области или тунела.
- Кретање огромном брзином ка светлости или изненадног потапања у њој, комуникација са светлом.
- Виђења „Духа у белом“ или других духовних личности. Понекад и виђење са вољеним лицима.
- Снажно осећање безусловне љубави.
- Филмски приказ сопственог живота.
- Стање оклевања.
- Приближавање граници.

Сматра се да постоји веза између популарне културе и верских убеђења. Често, искуства појединаца тумачи у складу са народним веровањима, која постављају границе онога што је рекао.
Клинички искуства у том погледу се углавном односе на прекид протока крви до срца и стања клиничке смрти, шок постоперативног губитка крви, септички или анафилактички шок, коматозна стања као резултат тешког оштећења мозга, обилна крварења, инфаркт, покушај самоубиства, стања дављења или гушења, апнеја и тешка депресија.